# Carl Smith (joueur de dames)
Pour le musicien, voir Carl Smith.
Carl Smith, né le 26 janvier 1921 à Chicago et mort en 1992 dans cette même ville, est un joueur afro-américain de dames internationales et de pool checkers. Il a en particulier été Top Master de pool checkers onze fois entre 1967 et 1992 et a participé au championnat du monde de dames internationales en 1968, 1972, 1976 et 1978 (avec une cinquième place en 1976).

## Biographie
Carl Smith a commencé à pratiquer les dames à Chicago et a été champion de pool checkers de la ville dès l'âge de 17 ans ; il est resté le meilleur joueur de la ville jusqu'à sa mort. Il jouait rarement de l'argent aux pool checkers et gagnait sa vie en travaillant dans les postes américaines.